# Lista de simuladores anatômicos
Esta é uma lista de simuladores anatômicos, ou seja, uma lista de modelos de anatomia que podem ser visualizados através de vídeos, bancos de dados de imagens ou mesmo em computador, seja através de um programa ou de um website. Para simuladores físicos, como manequins e réplicas de órgãos humanos, consulte simulação médica.
| Simulador                             | Criador / Desenvolvedor           | Descrição | Interatividade | Licença             | Página |
| ------------------------------------- | --------------------------------- | --- | -------------- | ------------------- | ------ |
| Acland's Video Atlas of Human Anatomy | Lippincott Williams & Wilkins,    | Coletânea de vídeos de imagens tridimensionais das estruturas do corpo humano. |                | Direitos reservados | Link   |
| Anatomography                         | Database Center for Life Science, | ? |                | Creative Commons    | Link   |
| BioDigital Human                      | BioDigital Systems,               | Aplicativo web que não exige instalação, porém exige cadastro, e permite a visualização das estruturas do corpo humano em camadas. |                | Direitos reservados | Link   |
| CAVEman                               | Universidade de Calgary,          | Projeto que cria um modelo virtual em 4D orientado a objetos do corpo humano. |                | ?                   | Link   |
| Homem Virtual                         | Telemedicina USP,                 | Coletânea de vídeos de imagens tridimensionais das estruturas do corpo humano. |                | Direitos reservados | Link   |
| LINDSAY Virtual Human                 | Universidade de Calgary,          | Projeto que visa a criação de modelos tridimensionais de corpos humanos, masculinos e femininos, capazes de reproduzi aspectos anatômicos e fisiológicos.                                                                                                 |                | Direitos reservados | Link   |
| Open 3D Viewer                        | Comunidade                        | Aplicativo WebGL que permite a visualização de objetos 3D diretamente nos navegadores que suportam a tecnologia. Serve de base para um dos módulos de exibição dos modelos do Zygote Body. Conta com um modelo bovino para ilustrar suas funcionalidades. |                | Apache License 2.0  | Link   |
| Primal Pictures                       | Primal Pictures Ltd,              | Produzido a partir de modelos humanos reais, o software provê mais de 5 mil estruturas anatômicas em 3D, slides clínicos, dissecações, dentre outros. |                | ?                   | Link   |
| Visible Human Project                 | National Library of Medicine,     | Banco de dados de imagens digitais de dois cadáveres, um masculino e um feminino, partindo de cortes anatômicos transversais, tomografias de raios X a fresco e congelado e de ressonância magnética.                                                     |                | ?                   | Link   |
| Zygote Body                           | Zygote Media Group,               | Aplicativo web que não exige instalação e permite a visualização das estruturas do corpo humano em camadas. |                | Direitos reservados | Link   |
| ?                                     | ?                                 | ? | ?              | ?                   | ?      |